# 国際連合インド・パキスタン監視団
国際連合インド・パキスタン監視団（こくさいれんごうインド・パキスタンかんしだん United Nations India-Pakistan Observation Mission,UNIPOM)は、インド・パキスタンに展開した国際連合平和維持活動。第二次印パ戦争の停戦を目指す1965年9月20日の国際連合安全保障理事会決議211によって設立された。

## 概要
第一次印パ戦争の後も、カシミール地方の最終帰属は決定されず、停戦ラインに国際連合インド・パキスタン軍事監視団(UNMOGIP)の展開にもかかわらず、インド・パキスタン両国の小規模な武力衝突は続いていた。1965年9月1日にパキスタン軍がカシミールのインド支配地域へ大規模な侵攻を開始し、第二次印パ戦争が勃発した。
これに対し、インド軍は反攻を行い、カシミール地方以外のパキスタン領への侵攻も行なった。この戦争は国際社会の反発を呼び、9月20日には安全保障理事会決議211によって、停戦の実施及び1965年8月5日以前の位置への撤退が求められ、9月23日に停戦に至った。9月27日には、国際連合安全保障理事会決議214により、両軍の停戦維持と即時撤退が求められている。11月5日の国際連合安全保障理事会決議215では、従前の決議に加えて、両国政府に国連の停戦監視活動への協力を求めた。
国際連合インド・パキスタン監視団(UNIPOM)は決議211によって設立されたものであり、両国軍の停戦および撤退の監視を任務としている。カシミール地方においては、従前のUNMOGIPが停戦・撤退監視を行なうが、カシミール地方以南、アラビア海までのインド・パキスタン国境地帯はUNMOGIPの分担地域外であり、新組織のUNIPOMが停戦・撤退監視を行なうこととなった。1965年10月にB.F.マクドナルド中将（カナダ軍）が指揮官着任するまでは、UNMOGIPが一時的に全体の指揮を取っている。
両国軍は1966年1月のタシュケントにおける合意により撤退を開始し、2月25日には撤退が完了した。UNIPOMの規模は最大時で軍事要員96名が中心となり展開した。この他にカナダ空軍による航空輸送支援を受けている。両国軍の戦争前位置への撤退により任務を終了し、1966年3月22日に解散、要員は撤収した。